# 稲葉稔 (武道家)
稲葉 稔（いなば みのる、1944年（昭和19年） - ）は、日本の武道家、思想家。

## 概説
東京都出身。1963年（昭和38年）、合気会本部道場に入門し合気道を学び、後に山口清吾に入門し合気道を修行した。明治大学在学中の1965年（昭和40年）には鹿島神流第18代宗家の國井善弥に入門し鹿島神流を学ぶ。
その後、神道思想家の葦津珍彦に師事し、神社新報の記者となる（後に編集長となる）。
1973年（昭和48年）より明治神宮武道場・至誠館の師範となり、1993年（平成5年）から2009年（平成21年）9月まで至誠館の第2代館長を務めた。2009年（平成21年）10月より至誠館名誉師範となっている。
合気道、鹿島神流剣術を指導する傍ら、日本の精神文化に関する講演等も行っている。

## 著作
- 稲葉稔 (監修)、明治神宮社務所 (編集) 『日本の伝統 魂をみがく武道―明治神宮 至誠館』 G’s、2008年、ISBN 978-4901638296。